# Rockpile AVA
Rockpile AVA (anerkannt seit dem 28. Februar 2002) ist ein Weinbaugebiet im US-Bundesstaat Kalifornien und ist Teil der größeren Gebiete Dry Creek Valley AVA, North Coast AVA und Northern Sonoma AVA. Das Gebiet liegt im nordwestlichen Teil des Verwaltungsgebiets Sonoma County, nordwestlich der Gemeinde Healdsburg. Rockpile AVA war Sonoma Countys zwölfte anerkannte Herkunftsbezeichnung.
Die Rebflächen der bisher elf angelegten Einzellagen liegen mindestens 240 m ü. NN.